# Кокжазик
Кокжази́к (каз. Көкжазық) — село у складі Єскельдинського району Жетисуської області Казахстану. Адміністративний центр Кокжазицького сільського округу.
До 2000 року село називалося Троїцьке.
Населення — 1542 особи (2021; 1585 у 2009, 1668 у 1999, 1904 у 1989).